# Антикайнен, Урхо Иванович
Урхо Иванович Антикайнен (фин. Urho Antikainen; 1901, Гельсингфорс, Великое княжество Финляндское — 1955, Ухта, Карело-Финской ССР) — финский революционер, участник Гражданской войны в Финляндии на стороне красных, советский военнослужащий, подполковник, один из организаторов партизанского движения в годы Великой Отечественной войны на севере Карело-Финской ССР. Брат Тойво Антикайнена.

## Биография
Родился в Хельсинки в семье рабочего. Его родители и старшие дети в семье были активистами рабочего движения. Окончил народное училище и двухгодичные профессиональные курсы, обучался в вечерней промышленной школе.
Поступил в Хельсинкскую гвардию для охраны порядка с момента её организации. В феврале 1918 г. она была преобразована в Красную гвардию. Участник Гражданской войны в Финляндии 1917—1918 гг. Сражался в Вильппула, Тампере, Лемпяаля, Весилахти, Келхо, и Суйнула. Взят в плен белыми или немцами в Лахти и заключён в концлагерь. В августе 1918 г. был приговорен судом по государственным преступлениям к 3 годам принудительных работ, приговор был заменён на 5 лет условного осуждения.
Освободившись из концлагеря, через некоторое время поступил на Хельсинкский судомашиностроительный завод, где работал слесарем и кочегаром. Работал на разных должностях в нелегально существовавшем Социалистическом союзе молодёжи. В 1920 г. вновь арестован и в следующем году приговорён к 5 годам заключения «за подготовку нового восстания и за принадлежность к ФКП». В сентябре 1921 г. бежал в Советскую Россию.
Окончил Интернациональную военную школу (1922).
В январе 1922 — участник лыжного рейда отряда финских курсантов Интернациональной военной школы под командованием своего брата Тойво Ивановича Антикайнена против сил Северокарельского государства на Кимасозеро. Отряд Тойво Антикайнена (170 стрелков с 7 пулемётами) совершил 920-километровый рейд по занятой противником территории, занял 7 деревень, станцию «лыжной почты», в ходе 9 боевых столкновений уничтожил и захватил в плен 117 мятежников (при собственных потерях 8 убитыми и 10 ранеными), освободил 30 советских военнопленных.
С 1925 — начальник штаба Карельского егерского батальона (бригады).
Участник соревнований по водному спорту на первенство Петрозаводска и Карелии (представлял Интервоеншколу). Тренер по водному спорту — прыжки с вышек.
В 1930-х — заведующий метеорологическим пунктом в поселке Юшкозеро.
В июне 1941 — январе 1942 гг. — командир особого диверсионного (партизанского) отряда 7-й армии Карельского фронта, действовавшего на территории Финляндии в тылу 3-й финской пехотной дивизии.
Под его руководством совершено более 30 рейдов в тыл врага, отряд прошел 13000 км, уничтожил 8 гарнизонов, более пятисот единиц личного состава противника, было взорвано 7 мостов, 12 складов боеприпасов, пущен под откос воинский эшелон.
С января 1943 г. — командир разведывательной роты.
С июля 1943 г. — командир отдельного лыжного батальона 104-й стрелковой дивизии.
После окончания Великой Отечественной войны, работал заведующим метеорологическим пунктом посёлка Ухта.